# Chutes de Zongo
Les chutes de Zongo , situées sur la rivière Inkisi en République démocratique du Congo (RDC), sont l'un des plus grands sites touristiques du pays.

## Toponymie et Géographie
Les chutes tirent leur nom de la ville de Zongo. Elles se trouvent sur le fleuve Inkisi.
L’Inkisi entre en RDC par une chute et se jette dans le fleuve après les Chutes de Zongo. Entre les deux chutes, le barrage hydroélectrique de Zongo (2008), les chutes et barrages de Zongo constituent des barrières qui limitent la migration des poissons,.

## Villes environnantes
Les chutes de Zongo se trouvent à 135 km de Kinshasa sur le site de série près de la rivière Inkisi

## Galerie

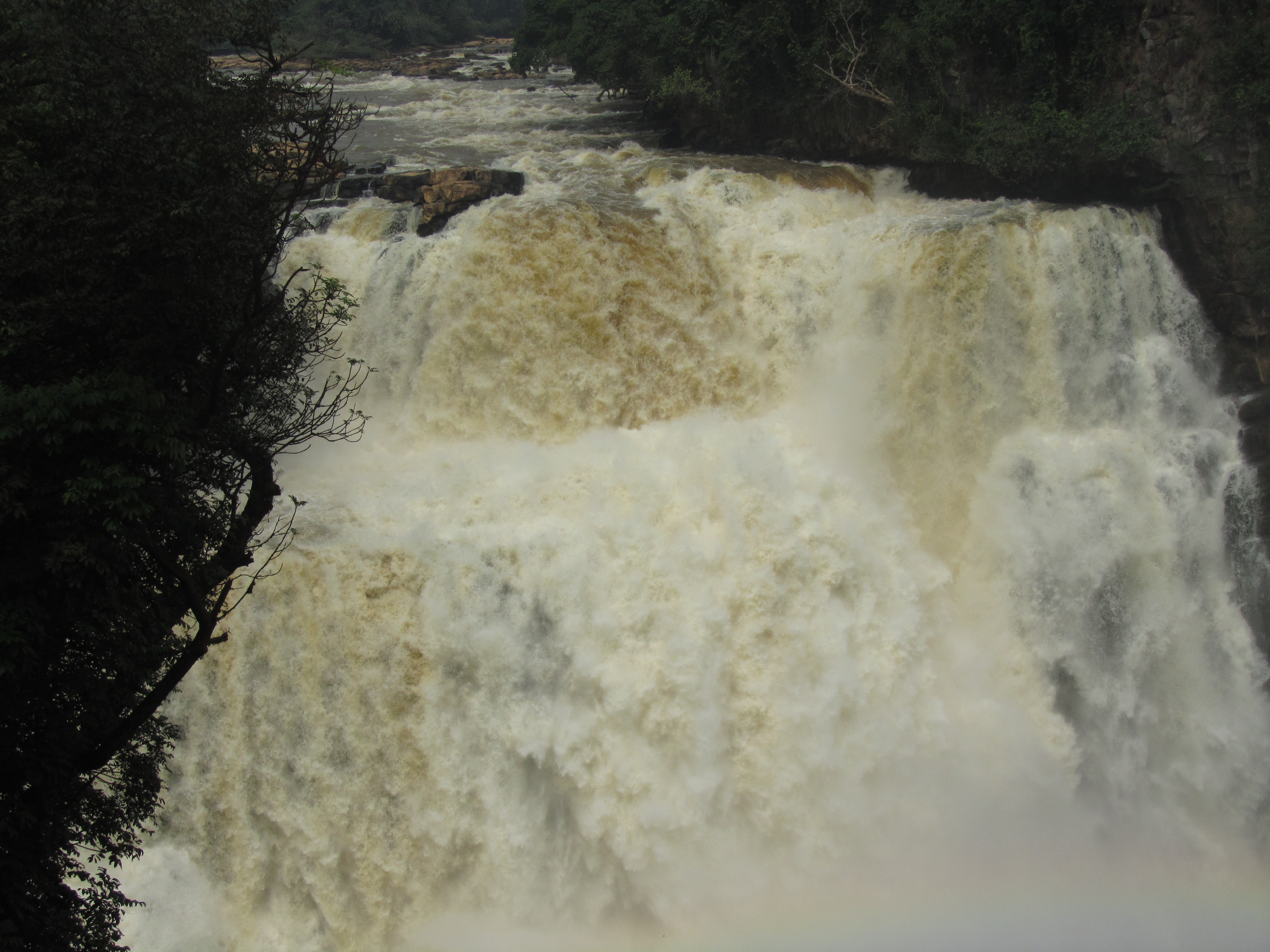
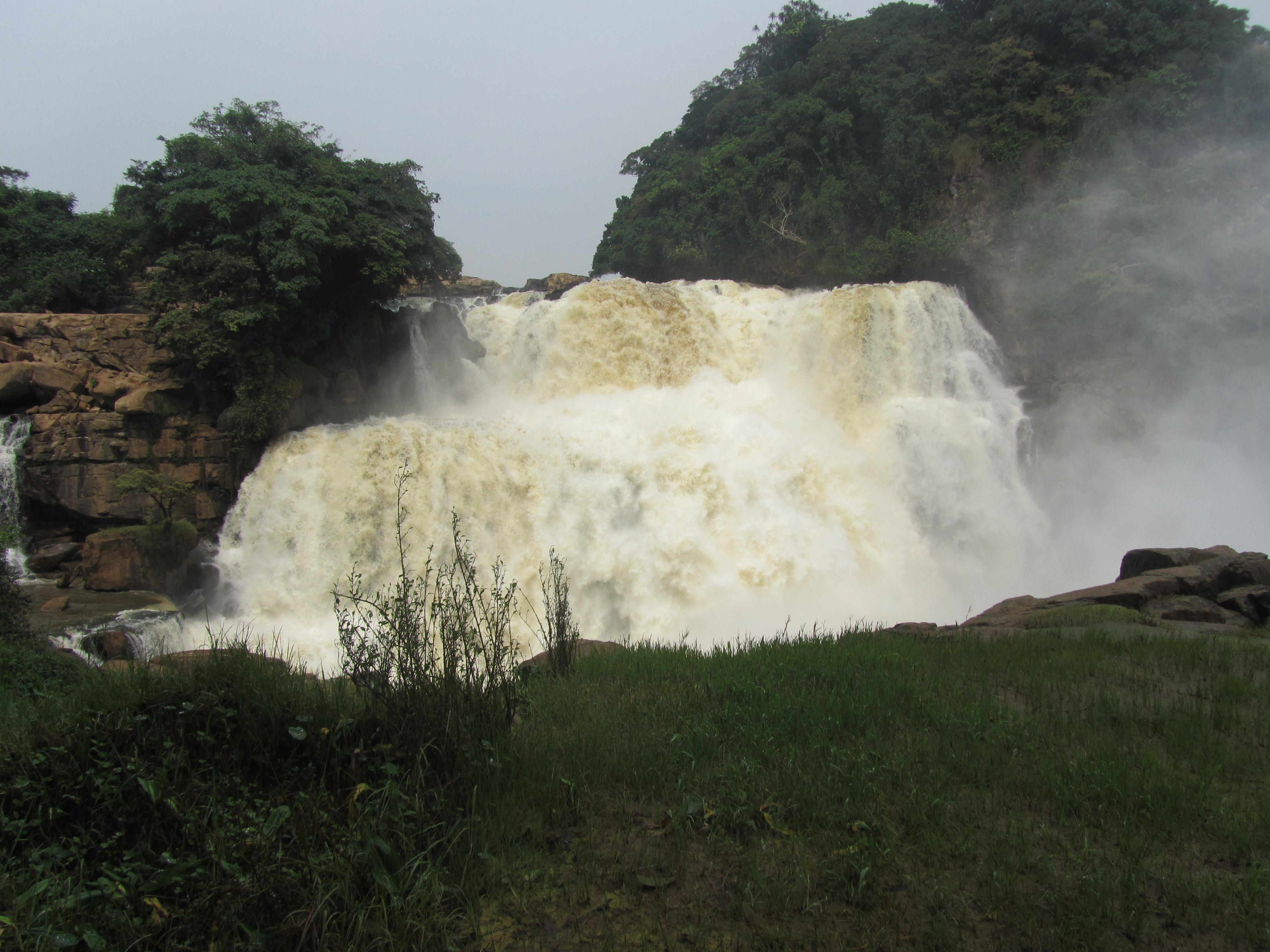
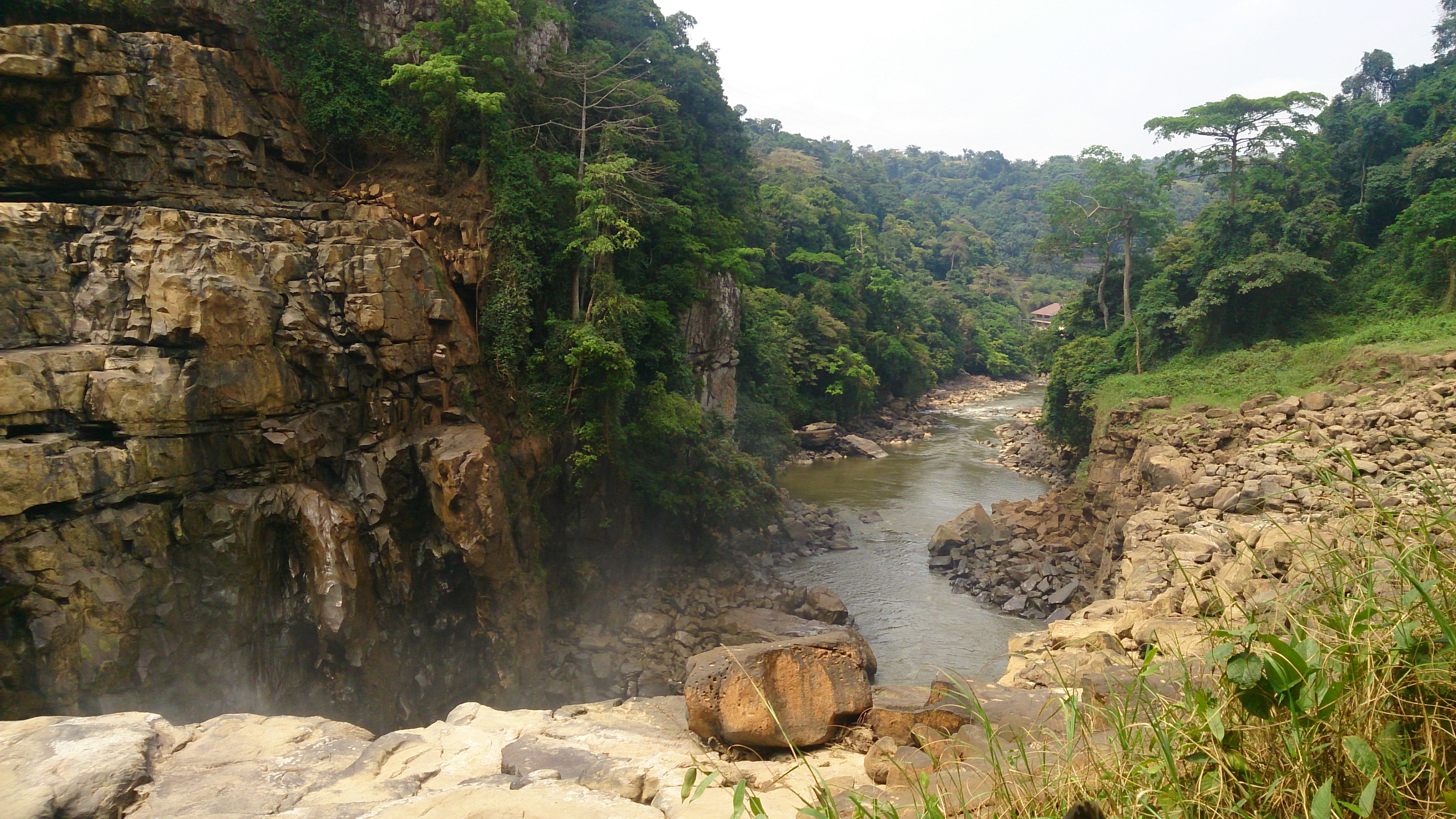
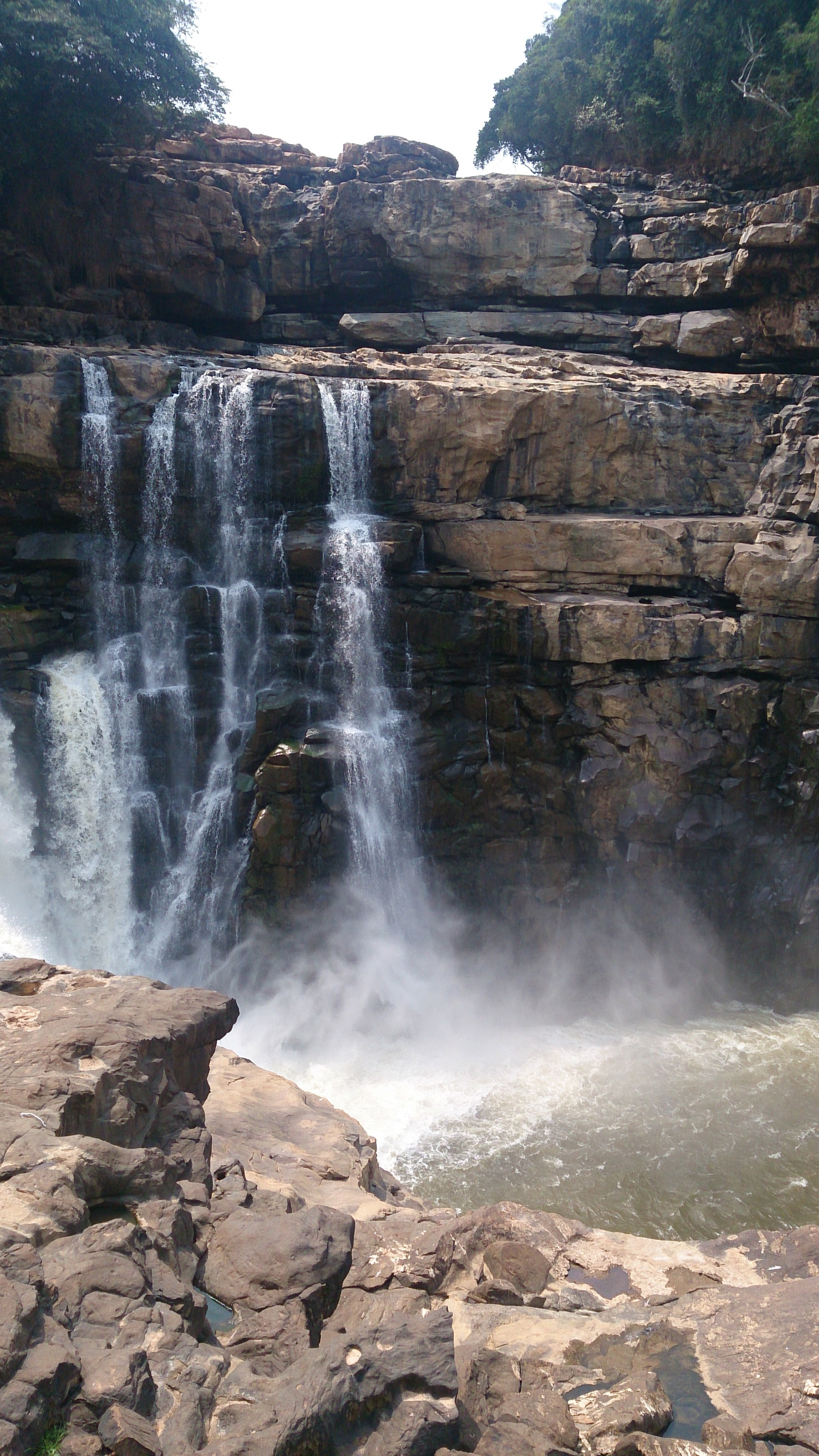
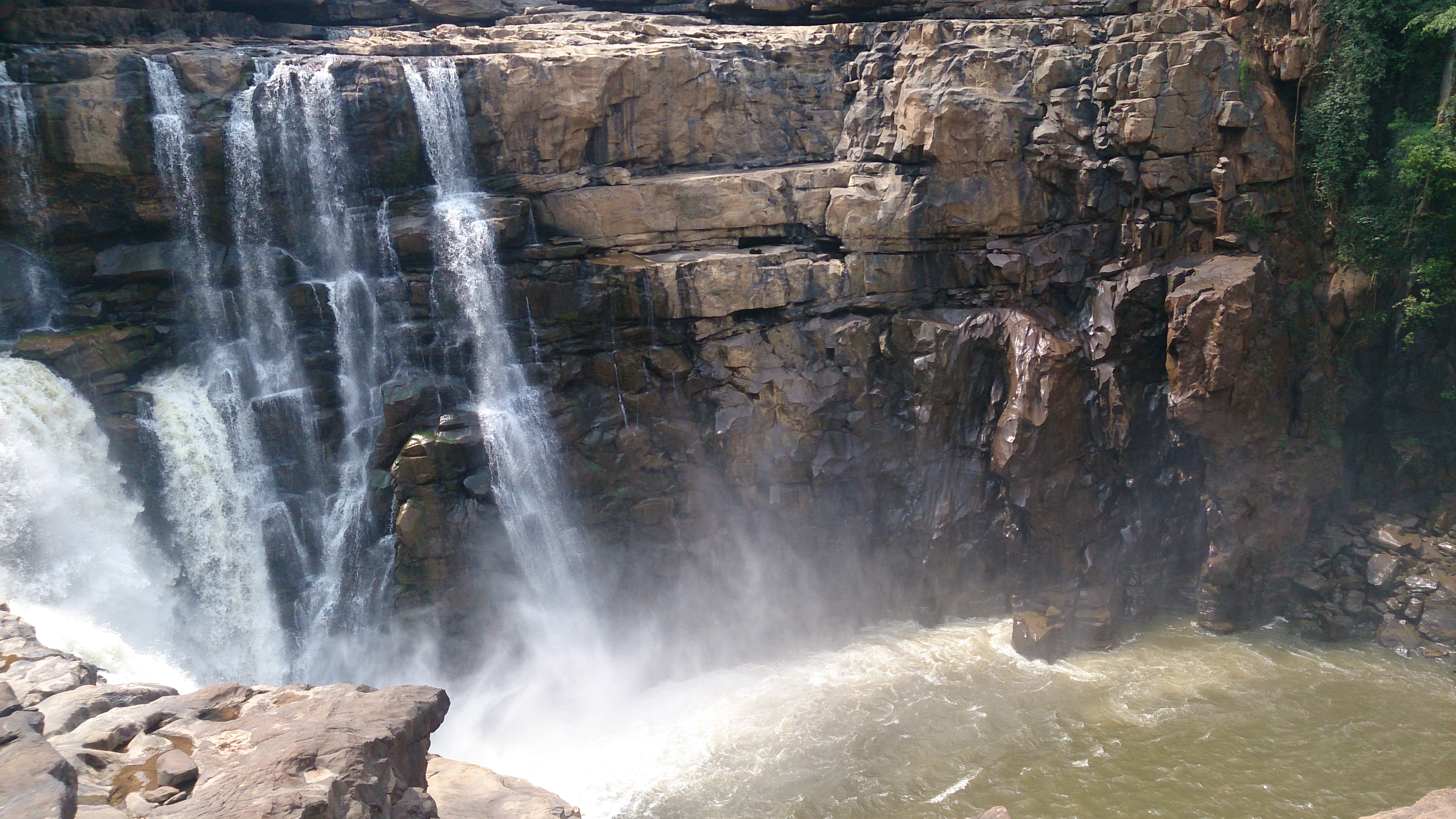